# Трудоспособное население
Трудоспособное население — часть населения, способная по своим психо-физиологическим возможностям полноценно участвовать в трудовом процессе. Трудоспособное население имеет возрастные границы, зависящие от норм, традиций и экономической системы страны (в СССР эти границы составляли 16—54 года для женщин, 16—59 лет для мужчин). Трудоспособное население подразделяется на экономически активное и экономически неактивное население, соотношение между этими группами зависит от демографических, экономических, социальных, политических и других факторов.
В развивающихся странах доля трудоспособного населения обычно ниже 50 %, в развитых странах она достигает 65 %. По данным на 1970 год, к трудоспособному населению относилось 58,2 % населения всего мира. При прохождении демографического перехода странами мира, из-за снижения рождаемости доля трудоспособного населения (людей в возрасте 15-64 лет) сначала возрастает, а на заключительном этапе демографического перехода, падает, из-за большого количества людей старше трудоспособного возраста (людей в возрасте 65 лет и старше). Для примера по состоянию на 1 октября 2021 года доля населения Японии старше трудоспособного возраста, в возрасте 65 лет и старше составляла 29,1 %, в возрасте 75 лет и старше - 15,0 %, в возрасте 85 лет и старше - 5,2 %. В свою очередь доля населения Японии младше трудоспособного возраста, младше 14 лет составляла 11,8 %, а доля трудоспособного населения (в возрасте 15-64 лет) - 59,1 %. По состоянию на 2020 год доля населения младше трудоспособного возраста (в возрасте 14 лет и младше) в населении Японии составляла 12,6 %. По этому показателю Япония шла сразу после Южной Кореи и занимала 184 место в мире, обгоняя только Сингапур и Гонконг. По состоянию на 2020 год доля трудоспособного населения (в возрасте 15-64 лет) в населении Японии составляла 59,2 %. По этому показателю Япония занимала 141 место в мире и шла сразу после Габона. Это может быть связано с тем что, из-за очень большой доли пожилого, старше трудоспособного возраста (в возрасте 65 лет и старше) населения, и очень малой доли населения младше трудоспособного возраста (в возрасте 14 лет и младше), доля трудоспособного населения (в возрасте 15-64 лет) в Японии крайне низка и соответствует наименее развитым странам мира, где очень высока доля населения младше трудоспособного возраста (в возрасте 14 лет и младше), и очень мала доля пожилого, старше трудоспособного возраста (в возрасте 65 лет и старше) населения. В странах, где ещё не завершился демографический переход возрастные границы трудоспособного населения могут сдвигаться и к этой категории могут также относить детей.
Термин трудоспособное население близок по смыслу к понятию трудовые ресурсы, однако их следует различать: в понятии трудовые ресурсы учитывается не только возраст, но и квалификация, состав профессий и другие характеристики. По своему объёму же, по мнению ряда исследователей, трудовое население совпадает с трудовыми ресурсами.